# Ainay-le-Vieil

Ainay-le-Vieil este o comună în departamentul Cher, Franța. În 1 ianuarie 2022 avea o populație de 191 de locuitori.